# 革一镇
革一镇，是中华人民共和国贵州省黔东南苗族侗族自治州台江县下辖的一个乡镇级行政单位。
2016年1月14日，贵州省人民政府批复同意台江县部分乡镇行政区划调整，撤销革一乡建制，设置革一镇，撤乡设镇后行政区域和政府驻地不变。

## 行政区划
革一镇下辖以下地区：
屯上村、田坝村、大寨村、后哨村、新寨村、江边村、排生村、台水村、白方村、西南村、沙帮村和茅坪村。

## 中国传统村落
2013年8月，北方村、排生村、西南村被评为第二批中国传统村落。